# پولونیوس

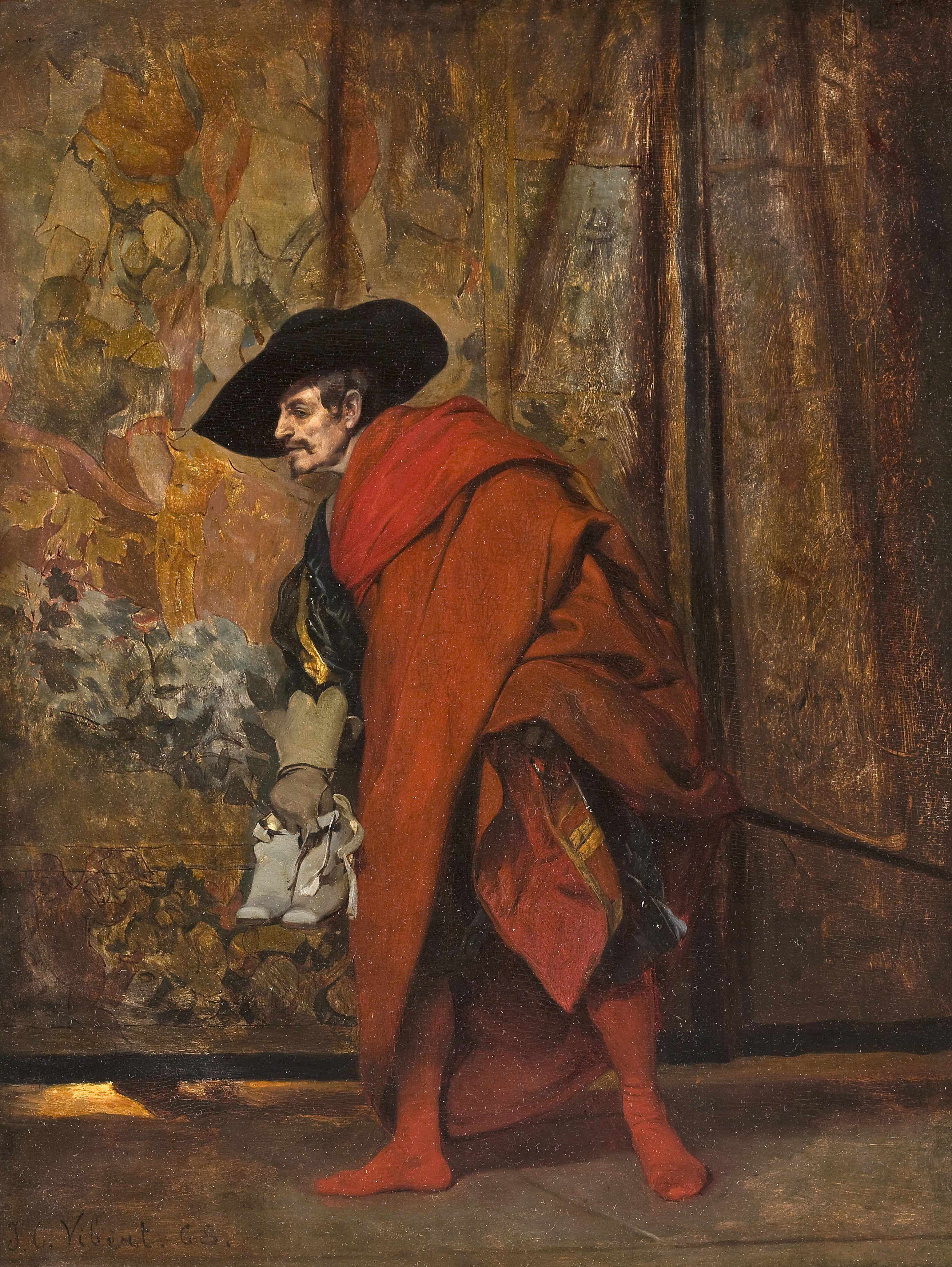
تابلو نقاشی پولونیوس در پس پرده اثر یان جورج وایبرت، ۱۸۶۸

پولونیوس (انگلیسی: Polonius) شخصیتی خیالی در نمایش‌نامه هملت اثر ویلیام شکسپیر است. او در این نمایش‌نامه مشاور ارشد شاه و پدر لایریتس و اوفلیا است. پولونیوس در این نمایشنامه می‌پذیرد که برای کلادیوس جاسوسی شاهزاده هملت را انجام دهد. شاهزاده هملت در پرده دوم، صحنه دوم پولونیوس را پیر خرفت مزاحم خطاب می‌کند. سرانجام هملت؛ پولونیوس را می‌کشد که این کار سبب تحریک شدن بیشتر دخترش اوفلیا (معشوقهٔ شاهزاده هملت) و سرانجام دیوانگی او و مرگش می‌شود. پس از آن لایریتس برای خونخواهی پدر و خواهر با شاهزاده هملت وارد دوئلی می‌شود که این صحنه اوج نمایش‌نامه هملت است.
شخصیت پولونیوس در این داستان نطاقی روده دراز و گاهی زیرک به تصویر کشیده شده‌است. یکی از معروف‌ترین تک‌گویی‌های پولونیوس در پرده نخست، صحنه سوم قرار دارد که در حال پند دادن پسرش، لایریتس، است.
«نه وام بگیر و نه وام بده؛ زیرا وام دادن چه بسا از دست دادن پول و دوست یا هردوست و اما وام گرفتن عقل معاش را کند کند به ویژه این یک نکته: با خود درستکار باش؛ و همچنان که به یقین شب از پس روز می‌آید، نتیجه آن چنان خواهد بود که با دیگران نخواهی توانست دغلکار باشی.»
از معروف‌ترین بازیگرانی که نقش پولونیوس را در این نمایش‌نامه بازی کرده‌اند می‌توان به ایان هولم، الیور فورد دیویس، ایان ریچاردسون، ریچارد برایرز مایکل ردگریو  و مهران غفوریان در سریال زخم کاری اشاره کرد.